# Гадалка (картина Караваджо)
«Гада́лка» — картина Микеланджело Меризи да Караваджо. Существует в двух версиях. Первая хранится в Капитолийских музеях, вторая — в Лувре. Точная датировка картин остаётся предметом дискуссий.

## Описание
На картине изображён щёгольски одетый юноша, которому гадает по руке цыганка. Оба выглядят весьма довольными друг другом, обмениваясь благосклонными взглядами, хотя простодушный молодой человек не замечает, что гадалка ловко стягивает у него с пальца кольцо.
Биограф Караваджо Джованни Пьетро Беллори сообщает, что художник намеренно разыскал на улице подходящую цыганку, чтобы продемонстрировать отказ использовать в качестве модели античную скульптуру, как это было принято в то время: 

Когда ему напоминали о знаменитейших статуях Фидия и Гликона как образцах для учения, он вместо ответа указывал пальцем на толпу людей, говоря, что достаточно учиться у природы. А для подтверждения своих слов зазвал он на постоялый двор проходившую случайно по улице цыганку и написал её, как предсказывает она будущее по обычаю женщин египетского племени. Написал он там и молодого человека, который одну руку в перчатке положил на эфес шпаги, другую же, без перчатки, протянул цыганке, и та внимательно на неё смотрит, и столь чисто выразив правду в обеих полуфигурах, Микеле свои слова этим подтвердил.
Эта история, вероятнее всего, апокрифична, так как Беллори писал более чем полвека спустя после смерти Караваджо, а другие биографы, знавшие художника лично, — Джулио Манчини и Джованни Бальоне — об этом не упоминают, однако она указывает на революционное стремление Караваджо заменить дидактическую теорию изобразительного искусства Возрождения более приближенной к реальности живописью.
«Гадалка» вызвала значительный интерес у римских молодых художников и у коллекционеров, однако, согласно Манчини, нищета Караваджо вынудила его продать картину за скромную сумму в 8 скудо. Она вошла в коллекцию богатого банкира и знатока живописи маркиза Винченцо Джустиниани, ставшего впоследствии покровителем Караваджо. Друг Джустиниани кардинал Франческо Дель Монте год спустя приобрёл следующую картину художника — «Шулера», благодаря чему Караваджо стал вхож в дом кардинала. Позднее он написал для Дель Монте копию «Гадалки», внеся в неё ряд существенных изменений. Вместо условного фона первой версии появляется стена, разделённая тенями от оконной створки и занавески, компоновка персонажей становится более плотной и объёмной, освещение — более ярким, одежда — более рельефной. Юноша выглядит моложе и более уязвимым, а гадалка, в свою очередь, менее осторожной и лучше контролирующей ситуацию. Моделью юноши для второй версии картины считается Марио Миннити — сицилийский художник, приятель Караваджо.
«Гадалка» — одна из двух жанровых картин Караваджо наряду с «Шулерами», причём считается более ранней — написанной непосредственно после того, как он ушёл из мастерской Джузеппе Чезари и начал собственную карьеру. Тема картины не отличается оригинальностью. Так, Джорджо Вазари в своих «Жизнеописаниях» упоминает, что один из последователей Франчабиджо, а именно его брат Аньоло, написал вывеску для парфюмерной лавки с «цыганкой, предсказывающей даме будущее в очень грациозной манере».